# 1957-es angol labdarúgókupa-döntő
Az 1957-es angol labdarúgókupa-döntőjét 1957. május 4-én, kilenc hónappal a müncheni légikatasztrófa előtt játszotta egymás ellen az Aston Villa és a Manchester United csapata. Az Aston Villa 2–1-re megnyerte a mérkőzést – miután Peter McParland duplázni tudott – 37 év után az első jelentős trófeáját elhódítva. A United gólját Tommy Taylor szerezte.
A mérkőzés egyik híres jelenete volt amikor a Ray Wood, a Manchester United kapusa egy ütközést követően vállsérülést szenvedett, majd elájult. Mivel abban az időben még nem vezették be a cserelehetőséget, egy mezőnyjátékosnak kellett a kapuba állnia, aki ebben az esetben Jackie Blanchflower lett. Az Aston Villa hetedik Fa-kupa trófeáját nyerte meg, ami akkoriban rekordnak számított.
2007 decemberében a BBC Four csatorna egy, a Two Eras címet viselő játékfilmet készített, amelyben az 1957-es FA-kupa döntőjét összehasonlították a 2007-es döntővel.

## Út a döntőbe

### Aston Villa
| 3. forduló              | Luton Town            | 2–2 | Aston Villa          |
| 3. forduló, újrajátszás | Aston Villa           | 2–0 | Luton Town           |
| 4. forduló              | Middlesbrough         | 2–3 | Aston Villa          |
| 5. forduló              | Aston Villa           | 2–1 | Bristol City         |
| 6. forduló              | Burnley               | 1–1 | Aston Villa          |
| 6. forduló, újrajátszás | Aston Villa           | 2–0 | Burnley              |
| Elődöntő                | Aston Villa           | 2–2 | West Bromwich Albion |
| Elődöntő                | (Molineux Stadion)    |     |                      |
| Elődöntő, újrajátszás   | West Bromwich Albion  | 0–1 | Aston Villa          |
| Elődöntő, újrajátszás   | (St Andrew's Stadion) |     |                      |

### Manchester United
| 3. forduló | Hartlepools United                | 3–4 | Manchester United |
| 4. forduló | Wrexham                           | 0–5 | Manchester United |
| 5. forduló | Manchester United                 | 2–1 | Everton           |
| 6. forduló | Bournemouth and Boscombe Athletic | 1–2 | Manchester United |
| Elődöntő   | Manchester United                 | 2–0 | Birmingham City   |
| Elődöntő   | (Hillsborough stadion)            |     |                   |

## A mérkőzés
| 1954. május 4. |

| Aston Villa        | 2–1               | Manchester United |
| ------------------ | ----------------- | ----------------- |
| McParland 68' (73) | (0–0) Jegyzőkönyv | Taylor 83'        |

| Wembley Stadion, London Nézőszám: 99,225 |

| Aston Villa | Manchester United |

| GK            | 1  | Nigel Sims       |
| RB            | 2  | Stan Lynn        |
| LB            | 3  | Peter Aldis      |
| RH            | 4  | Stan Crowther    |
| CH            | 5  | Jimmy Dugdale    |
| LH            | 6  | Pat Saward       |
| OR            | 7  | Les Smith        |
| IR            | 8  | Jackie Sewell    |
| CF            | 9  | Bill Myerscough  |
| IL            | 10 | Johnny Dixon (c) |
| OL            | 11 | Peter McParland  |
| Menedzser:    |    |                  |
| Eric Houghton |    |                  |

|            |    |                     |  |
|            |    |                     |  |
| GK         | 1  | Ray Wood            |  |
| RB         | 2  | Bill Foulkes        |  |
| LB         | 3  | Roger Byrne (c)     |  |
| RH         | 4  | Eddie Colman        |  |
| CH         | 5  | Jackie Blanchflower |  |
| LH         | 6  | Duncan Edwards      |  |
| OR         | 7  | Johnny Berry        |  |
| IR         | 8  | Billy Whelan        |  |
| CF         | 9  | Tommy Taylor        |  |
| IL         | 10 | Bobby Charlton      |  |
| OL         | 11 | David Pegg          |  |
| Menedzser: |    |                     |  |
| Matt Busby |    |                     |  |